# دستمزد پایین
دستمزد پایین به عنوان درآمد یک کارگر تمام وقت که کمی بالاتر یا زیر خط فقر است، تعریف می‌شود. اگر کمتر باشد، با وجود اشتغال تمام وقت، معیشت مناسب برای کارمند یا کارگر تضمین نمی‌شود.

## دستمزدهای پایین در کشورهای صنعتی

### ابهام زدایی

#### تعریف کلی اصطلاحات
اصطلاح دستمزد پایین از دو جزء «کم» و «دستمزد» تشکیل شده‌ است. مورد دوم به دستمزدهای ناخالص یا حقوقی که واقعاً از کار وابسته پرداخت می‌شود، از جمله پاداش کریسمس (در ایران می‌تواند به عیدی تعریف کرد) پاداش‌ها و همچنین پاداش‌ها و مزایا در نوع اشاره دارد.
دستمزد ناخالص «کم» است، اگر برای تضمین معیشت کارمند حتی از طریق کار تمام وقت کافی نباشد؛ بنابراین دستمزد پایین در لبه خط فقرقرار دارد که نشان دهنده حد مطلق در است، برای مثال، سطح کمک‌های اجتماعی (به‌طور نمونه نگاه کنید به مزایای بیکاری II در آلمان).
دستمزد ارزان اصطلاح عامیانه برای دستمزدهای کم یا دستمزدهای بسیار کم است. این اصطلاح عمدتاً در کلمه کشور ارزان قیمت استفاده می‌شود. اکثر کارگران مهاجر غیرقانونی به ویژه از اروپای شرقی و به عنوان مثال در تجارت ساخت و ساز کمکی، به‌طور مؤثر کارگران ارزانی هستند، زیرا بخشی از پولی که سازنده به پیمانکار فرعی پرداخت می‌کند با او باقی می‌ماند.

#### تعریف سازمان همکاری و توسعه اقتصادی
بر اساس تعریف سازمان همکاری و توسعه اقتصادی، دستمزد پایین به دستمزد ناخالصی گفته می‌شود که کمتر از دو سوم متوسط دستمزد ناخالص ملی برای همه کارکنان تمام وقت باشد. حد میانه دستمزد، میانه یک سری اعداد است که شامل دستمزد ناخالص واقعی پرداختی همه کارکنان تمام وقت در کشور است. این بدان معناست که نیمی از همه کارمندان بیشتر از متوسط دستمزد و نیمی دیگر کمتر از دستمزد متوسط دستمزد دریافت می‌کنند.

### تعریف اصطلاحات

#### دامپینگ دستمزد
دامپینگ دستمزد یک اصطلاح سیاسی است که پایین آمدن از دستمزد محلی یا دستمزد استاندارد را توصیف می‌کند که می‌تواند موجودیت کارمند را به خطر بیندازد. اما دستمزدهای استاندارد پایینی نیز وجود دارد، به عنوان مثال در شغل آرایشگری و در شغل تاکسیرانی؛ بنابراین هر دستمزد پایینی در عین حال دامپینگ دستمزد نیست. دستمزد پایین خود دستمزد را تعریف می‌کند، در حالی که دامپینگ دستمزد رفتار کارفرمایان را در رابطه با دستمزدهای پایین توصیف می‌کند.

#### حداقل دستمزد
حداقل دستمزد یک دستمزد قانونی تنظیم شده‌ است که حداقل دستمزد برای استخدام را نشان می‌دهد. مقدار حداقل دستمزد اغلب نزدیک به شاخص دستمزد پایین است.

### ظهور بخش کم دستمزد
از اواخر دهه ۱۹۸۰، بخش دستمزدهای پایین به دلیل تغییرات فنی و جهانی شدن، یعنی افزایش تجارت بین‌المللی و تقسیم کار جهانی، به‌طور قابل توجهی گسترش یافته‌ است. مشاغل بازار محور و کم بهره‌وری به‌طور فزاینده‌ای با واردات جایگزین شدند. در نتیجه، مشاغل کم مهارت در کشورهای صنعتی کاهش یافت، در حالی که افراد بیشتری به دنبال چنین مشاغلی بودند، زیرا زنان بیشتری می‌خواستند کار کنند و کارگران بیشتری مهاجرت کردند. از سوی دیگر، روز به روز به دنبال کارمندان با صلاحیت بالا می‌رفتند. در نتیجه، دستمزد مشاغل کم مهارت کاهش یافت در حالی که دستمزد مشاغل با مهارت بالا به دلیل تقاضای مازاد افزایش یافت.
رشد بخش دستمزدهای پایین با این واقعیت همراه بود که حداقل دستمزدهای قانونی یا اصلاً وجود نداشتند یا اینکه حداقل دستمزدهای موجود به صورت واقعی کاهش یافت زیرا برای سال‌ها افزایش نیافته بود. از آنجایی که کارمندان کمتر و کمتری در اتحادیه‌ها سازماندهی می‌شدند و سیستم چانه‌زنی دستمزد بیشتر و بیشتر از هم گسسته می‌شد، کارمندان چیزی برای مقابله با توسعه دستمزدهای پایین نداشتند.
در آلمان، اجرای مفهوم هارتز باعث ظهور بخش کم دستمزد شد. در مجمع جهانی اقتصاد در داووس در ۲۸ در ژانویه ۲۰۰۵، گرهارد شرودر ، صدراعظم وقت فدرال اظهار داشت:
ما می بایست بازار کار خود را لیبرال می‌کردیم و کرده‌ایم. ما یکی از بهترین حداقل دستمزدها در سطح جهان را بنیان گذاشته‌ایم.

### کسانی که تحت تأثیر بخش دستمزد پایین قرار گرفته‌اند
طبق مطالعات تجربی مختلف، گروه‌های زیر در معرض خطر بالای متوسط دستمزدهای پایین قرار دارند:
- زنان (مخصوص جنسیت)
- جوان‌تر (مخصوص سن)
- کم مهارت
- کارمندان بدون آموزش حرفه‌ای (کارگران غیر ماهر)
- کارگران در آژانس‌های کار موقت
- کارکنان پاره وقت
- آموزش اولیه و مداوم

بر اساس نظرسنجی‌های موسسه کار و صلاحیت (IAQ) در دانشگاه دویسبورگ-اسن، خطر پرداخت دستمزد پایین کمتر از ۹٫۳۰ یورو در ساعت، بالاترین میزان با ۴۶٫۶ درصد است. کارکنان بدون صلاحیت حرفه‌ای (۳۸٫۸ درصد مردان، ۵۳٫۴ درصد در زنان). کارمندان وابسته با آموزش حرفه‌ای تکمیل شده تا ۲۴٫۳ درصد هستند. تحت تأثیر (۱۷٫۲ درصد مردان و ۳۱٫۶ درصد زنان). در مورد دانشگاهیان شاغل نیز به زیر ۸٫۶ درصد می‌رسد.
دستمزدهای پایین به ویژه بر روی این گروه‌ها متمرکز شده‌است:
- کار و کسب‌های خرد
- بخش‌های خاصی از اقتصاد مانند تجارت و خدمات

### تأثیر دستمزدهای پایین
کیفیت کار ارتباط مستقیمی با سطح دستمزد دارد. هر چه دستمزدها کمتر باشد، شرایط کار بدتر می‌شود. «بنابراین دستمزدهای پایین همیشه با شرایط کاری بد، امنیت اجتماعی ناکافی و فرصتی برای آموزش بیشتر، صلاحیت‌ها و کارهای حرفه‌ای برابری می‌شود. دستمزدهای پایین همچنین به این معنی است که مزایای جایگزینی دستمزد کافی در صورت بیکاری و بیماری وجود ندارد. از منظر اجتماعی و اجتماعی، دستمزدهای پایین نه تنها باعث فقر در دوران سالمندی می‌شود، بلکه عامل فقیر شدن بخش قابل توجهی از نظر اقتصادی است.
همچنین ببینید: نابرابری اجتماعی

### اقداماتی برای مقابله با دستمزدهای پایین
- حداقل دستمزد تنظیم شده قانونی یک اقدام شناخته شده در برابر دستمزدهای پایین است. با این حال، این تنها زمانی می‌تواند به نفع کارمندانی مؤثر باشد که بالاتر از دستمزد پایین تعریف شده را دریافت کنند و نه کمتر. علاوه بر این، حداقل دستمزد نیاز به افزایش سالانه متناسب با تورم دارد تا بتواند با دستمزدهای پایین مقابله کند.
- اگر حداقل دستمزد قانونی وجود نداشته باشد، سیستم‌های چانه زنی جمعی در سراسر کشور حداقل نرخ‌ها را در بخش‌های فردی تنظیم می‌کنند. اقداماتی که قوی‌ترین اثر مستقیم را دارند، به‌ویژه افزایش دستمزدهای بالاتر در گروه‌های دستمزد پایین‌تر یا حتی لغو این دسته‌های دستمزد کمتر است.[۶]
- «تقاضا از کارفرمایان برای پرداخت دستمزدهای مناسب به منزله درخواست تغییر در سیاست‌های توسعه منابع انسانی و نگرش آنها نسبت به صلاحیت، آموزش، جذب و حفظ آن کارکنان در پایین مقیاس حقوق است.[۶]
- دستمزدهای پایین باید با افزایش متوسط بهره‌وری ملی افزایش یابد که این امر نیز باید به نفع بخش‌هایی با بهره‌وری پایین باشد.

## دستمزدهای پایین در کشورهای در حال توسعه

### ابهام زدایی
دستمزد پایین به سطوح بسیار پایین دستمزد در یک کشور صادرکننده در مقایسه با کشور واردکننده اشاره دارد که اولی توسط اقتصادهای فقیر و کشورهای در حال توسعه و دومی توسط کشورهای پیشرفته صنعتی نمایندگی می‌شود.
دستمزد در یک کشور صادرکننده اگر در مقایسه با استانداردهای غربی بسیار پایین باشد، پایین است. دستمزد پایین با این واقعیت مشخص می‌شود که درآمد در اقتصاد صادراتی بسیار کمتر از درآمد یک کارگر در یک کشور صنعتی واردکننده برای شغل مشابه در همان سن است.
به عنوان مثال، دستمزد ساعتی محصولات صنعتی کشورهای در حال توسعه معمولاً کمتر از ۵۰ سنت در ساعت است که با استانداردهای کشورهای پیشرفته کاملاً نامتناسب است. چنین اشتغال با دستمزد پایین در کشورهای در حال توسعه معمولاً با شرایط کاری بسیار سخت همراه است که به ویژه توسط منتقدان جهانی شدن در دهه ۱۹۹۰ مورد انتقاد قرار گرفت.

### ظهور دستمزدهای پایین

#### پیشینه تاریخی
از نیمه دوم آغاز قرن بیستم برای اولین بار در تاریخ اقتصاد جهان، اجرای تقسیم کار بین‌المللی و تخصص در مزیت‌های نسبی آغاز شد. از آنجایی که تجارت به دلیل عدم وجود کالاهای جایگزین انجام می‌شد، تاکنون واردات و اقتصاد داخلی در رقابت نبوده‌اند.
تنها در حدود سال ۱۸۷۰ اروپا به‌طور فزاینده ای در تولید محصولات سرمایه بر تخصص یافت، در حالی که کالاهای زمین و نیروی کار مانند مواد خام و محصولات کشاورزی توسط «دنیای جدید» و کشورهای استعماری عرضه می‌شد. این اولین گام تاریخی به سوی توسعه کشورهای کم دستمزد بود، همان‌طور که هنوز هم وجود دارد. قانون گلن گری، که توسط نخست‌وزیر سیسیل جان رودز در جایی که در آن زمان مستعمره کیپ بریتانیا بود در سال ۱۸۹۴ آغاز شد و با خوشحالی از آن به عنوان لایحه برای آفریقا یاد می‌شد، نقطه عطفی تاریخی در این ساختار بازار کار در نظر گرفته می‌شود. این قانون مبنایی قانونی برای سیاست اصلی جداسازی نژادی و مدل اقتصادی ایدئولوژی آپارتاید بعدی ایجاد کرد.
از آنجایی که جهانی شدن پیشرونده، که تحت تأثیر حمایت گرایی و انزوای اقتصادی دولت‌ها در جنگ‌های جهانی اول و دوم آشفته بود و تنها در دهه ۱۹۶۰ دوباره شکوفا شد، افزایش بین‌المللی شدن سرمایه نیز قابل مشاهده است. این شامل انتقال تولید کالاها و خدمات تولیدی به کشورهای در حال توسعه بود که می‌توانستند از هزینه‌های کار ارزان خود به عنوان مزیت نسبی استفاده کنند. دلیل تجدید ساختار محصولات صنعتی نهایی به ویژه در اقتصادهای کمتر پیشرفته، قصد حداکثرسازی سود شرکت‌های بین‌المللی بود که دستمزد پایین تولید در کشورهای در حال توسعه را به‌عنوان به حداقل رساندن هزینه‌ها می‌دانستند. با توجه به برون سپاری تولیدات صنعتی در کشورهای در حال توسعه، این کشورها نسبت به کشورهای کم دستمزد اهمیت بیشتری یافته‌اند.

#### دلایل اقتصادی
تئوری مدل ریکاردو بیان می‌کند که سطح دستمزد نسبی در یک اقتصاد به‌طور کلی با سطح نسبی بهره‌وری در آنجا مطابقت دارد (نمودار را ببینید). در شرایط رقابت کامل، دستمزد بر اساس بهره‌وری نهایی کار پرداخت می‌شود، زیرا کارفرمایان در درازمدت فقط می‌توانند دستمزد را تا سقف بهره‌وری نهایی پرداخت کنند. در غیر این صورت، هزینه‌های نیروی کار به‌طور غیرطبیعی هزینه تولید واقعی را افزایش می‌دهد. این بدان معناست که دستمزد کمتری با بهره‌وری کمتر نسبت به بهره‌وری بالاتر پرداخت می‌شود.
چین، هند و مکزیک در مقایسه با سایر کشورهای این نمودار بهره‌وری بسیار پایینی دارند. سطح دستمزد ملی آنها نیز به همین نسبت پایین است. در مقابل، ژاپن، آلمان و ایالات متحده آمریکا با دستمزدهای نسبی بالا و بهره‌وری بالا (کشورهای با دستمزد بالا) متمایز هستند.
بندانگشتی| سطح دستمزد یک کشور تقریباً متناسب با بهره‌وری آن کشور است.
| کشور            | حقوق ساعتی کارگران تولیدی ۲۰۰۰ |
| --------------- | ------------------------------ |
| ایالات متحده    | 100                            |
| آلمان           | 121                            |
| ژاپن            | 111                            |
| اسپانیا         | 55                             |
| کره جنوبی       | 41                             |
| کشور پرتغال     | 24                             |
| مکزیک           | 12                             |
| سریلانکا (۱۹۶۹) | 2                              |

جدول: نرخ دستمزد بین‌المللی در مقایسه (ایالات متحده = 100)
دستمزدهای پایین در کشورهای در حال توسعه نتیجه تخصص در مزیت‌های نسبی، یعنی تولید کالاهای فشرده‌است.
نقطه شروع دو کشور با سطوح بهره‌وری و نیروی کار متفاوت است. در یک کشور در حال توسعه نیروی کار فراوان و سرمایه کمیاب است، بنابراین دستمزدها نسبتاً پایین است. در مقابل، دستمزدها در کشورهای صنعتی که پتانسیل نیروی کار نسبتاً اندک و سرمایه بسیار فراوان است، نسبتاً بالاست.
کشورهای در حال توسعه که به خوبی مجهز به نیروی کار هستند، شرایط مکانی مناسبی را برای تولیدکنندگان کالاهای پرکار که سرمایه کمی جذب می‌کنند، ارائه می‌کنند. از سوی دیگر، کشورهای صنعتی با پتانسیل نیروی کار پایین و دستمزدهای بالا برای بخش‌هایی که سرمایه فشرده تولید می‌کنند جذاب به نظر می‌رسند. این شرایط قیمت فاکتورها منجر به تخصصی شدن در بخش‌هایی می‌شود که در آن مزیت‌های هزینه نسبی وجود دارد. بر این اساس، کشورهای صنعتی محصولات سرمایه بر و کشورهای در حال توسعه کالاهای نیروی کار را صادر می‌کنند.
از نظر تاریخی، قانون دستمزد آهنین و تئوری فقر توسط نظریه پردازان سوسیالیست فرض شده بود. هر دو مورد تأیید تجربی نیستند و نقشی در بحث فعلی ندارند.

### تحت تأثیر
کشورهای کم دستمزد اقتصادهای فقیری هستند که صنایع آنها محصولاتشان را به کشورهای با دستمزد بالا صادر می‌کنند و به عنوان کشورهای نوظهور، در حال توسعه یا جهان سوم طبقه‌بندی می‌شوند؛ بنابراین، دستمزدهای پایین همه کسانی هستند که در یک کشور در حال توسعه یا نوظهور صادرکننده به کار گرفته می‌شوند که سطح دستمزد در آنها بسیار کمتر از کشورهای صنعتی واردکننده است.
در این کشورها، کارکنان صنعت صادرات به ویژه تحت تأثیر دستمزدهای پایین قرار دارند. به ویژه، کارمندان صنایع الکترونیک و پوشاک، و همچنین کارمندان در تولیدات کشاورزی سنتی، دستمزد بسیار کمتری در مقایسه با دستمزد کشورهای با دستمزد بالا که این کالاها را وارد می‌کنند، دریافت می‌کنند.

### اقداماتی برای مقابله با دستمزدهای پایین در کشورهای صادرکننده

#### سیستم نظارت
برای بهبود دستمزد و شرایط کار در اقتصادهای فقیر، اقتصاددانان ارائه یک سیستم نظارتی را پیشنهاد کرده‌اند که یافته‌های آن در دسترس همه مصرف‌کنندگان جهان اول قرار می‌گیرد. این ایده بر اساس انواع شکست بازار و این فرض است که مصرف‌کنندگان در کشورهای صنعتی محصولاتی را ترجیح می‌دهند که توسط کارگران با دستمزد معقول تولید شده‌اند. محصولاتی که این الزامات را برآورده می‌کنند، توسط یک نهاد نظارتی که حقوق و شرایط کار در کشورهای در حال توسعه را برای حداقل شرایط خاص بررسی می‌کند، به عنوان آزمایش شده علامت گذاری می‌شوند؛ بنابراین بخش‌های صادرکننده در کشورهای در حال توسعه مجبور به اجرای حداقل استانداردها هستند، در غیر این صورت خریدار کمی برای محصولات خود پیدا می‌کنند یا اصلاً خریداری نمی‌کنند.
اما این سیستم نظارتی در عمل مشکل ساز می‌شود، زیرا به‌طور کلی نمی‌توان تصور کرد که مصرف‌کنندگان در کشورهای صنعتی محصولات آزمایش شده را ترجیح می‌دهند، بلکه به دلیل قیمت‌های پایین تر، از محصولات کنترل نشده خودداری می‌کنند. علاوه بر این، این مقررات تنها بر کارگران صنعت صادرات تأثیر می‌گذارد، کارگران باقی مانده در کشورهای در حال توسعه که اکثریت را تشکیل می‌دهند، مشمول حداقل استانداردها نیستند.

#### حداقل استانداردهای رسمی در قراردادهای تجاری
دستمزدهای پایین در کشورهای در حال توسعه با حداقل الزامات رسمی قابل مقابله است که در قراردادها و قراردادهای تجاری ادغام شده و باید توسط صنایع صادرکننده رعایت شود. این استانداردها نه تنها باید حداقل دستمزد را تنظیم کند، بلکه باید شرایط کاری مناسب در کشورهای فقیر را نیز تنظیم کند. سازمان تجارت جهانی به عنوان یک ابزار کنترلی عمل می‌کند که وظیفه آن این است که از کشورهای درگیر بخواهد به توافقات تجاری بین‌المللی خود پایبند باشند.
از آنجایی که این استانداردها توسط سیاستمداران کشورهای پیشرفته تعیین می‌شود، بسیاری از کشورهای در حال توسعه با آنها مخالف هستند و آنها را یک نقطه ضعف رقابتی می‌دانند. به این دلایل، این سازوکار نیز نسبتاً مشکوک است.

### تأثیر دستمزدهای پایین در کشورهای صادرکننده بر اقتصاد ملی
تأثیر دستمزدهای پایین در اقتصادهای ضعیف را می‌توان با مثال زیر نشان داد.
دو کشور آ و ب با بهره‌وری متفاوت فرض می‌شوند. در هر دو کشور، تنها دو صنعت وجود دارد، فناوری پیشرفته و فناوری پایین. عامل تولید نیروی کار مولدتر از هر دو شاخه کشور آ است ب.
نقطه شروع این فرض است که کشور آ نیاز به یک ساعت کار برای تولید یک واحد کمیت در هر دو شاخه در داخل کشور دارد ب دو ساعت کار برای یک واحد با تکنولوژی پایین و هشت ساعت کار برای یک واحد با تکنولوژی بالا لازم است. برحسب دستمزد واقعی که با مقدار کالایی که یک کارگر می‌تواند در ساعت تولید کند اندازه‌گیری می‌شود، به این صورت است:
| کشور | کالاهای با فناوری پیشرفته در ساعت | کالاهای با تکنولوژی پایین در ساعت |
| ---- | --------------------------------- | --------------------------------- |
| آ    | ۱                                 | ۱                                 |
| ب    | ۱/۸                               | ۱/۲                               |

وقتی تجارت خارجی بین آ و ب اتفاق می‌افتد، دستمزدهای نسبی در تعادل هستند. در مورد ما، دستمزد در کشور است چهار برابر کشور ب، هم برای محصولات با تکنولوژی بالا و هم برای محصولات با تکنولوژی پایین:
| کشور | کالاهای با فناوری پیشرفته در ساعت | کالاهای با تکنولوژی پایین در ساعت |
| ---- | --------------------------------- | --------------------------------- |
| آ    | ۱                                 | ۲                                 |
| ب    | ۱/۴                               | ۱/۲                               |

به عنوان تولیدکننده کالاهای با تکنولوژی پایین در کشور آ و محصولات با تکنولوژی بالا در کشور ب مقرون به صرفه تر است، در کشور ب مشاغل پردرآمد با فناوری پایین با مشاغل کم درآمد در کشور جایگزین می‌شوند. اگرچه صنعت با تکنولوژی پایین در کشور ب است (قبل از تجارت خارجی) اما نیمی از تولیدات کشور آ خواهد بود و کارگران هنوز فقط یک چهارم دستمزد در کشور دریافت می‌کنند.
از سوی دیگر قدرت خرید در هر دو کشور افزایش یافت. این کاری است که کارمندان در کشور می‌توانند انجام دهند. کشور آ که اکنون همه در صنعت فناوری پیشرفته هستند، به جای یک واحد، دو واحد کالای با فناوری پایین خریداری می‌کنند. و کشور ب نیز نماینده کشور کم دستمزد، کاهش قیمت واردات را نسبت به نرخ دستمزد تجربه می‌کند، به طوری که به ازای هر ساعت کار در بخش فناوری پایین، به جای یک‌هشتم قبلی، اکنون یک چهارم واحد فناوری پیشرفته خریداری می‌کند.
طبق این مدل مثال، تخصص در مزیت‌های هزینه نسبی برای هر دو کشور سود به همراه دارد. با در نظر گرفتن یک مدل نسبت عامل، تجارت خارجی می‌تواند منجر به زیان در کشور شود.
در عمل نیز، کشورهای در حال توسعه، علیرغم دستمزدهای پایین خود، از طریق تقسیم کار بین‌المللی افزایش بهره‌وری را تجربه می‌کنند. دستمزدهای پایین در اقتصادهای ضعیف در صنعت صادرات نیز با توجه به بهره‌وری بسیار پایین تر و فقدان جایگزین اجتناب ناپذیر است. در مقایسه با کشورهای پیشرفته، ممکن است دستمزدها بسیار پایین و شرایط کار بسیار بد باشد، اما این شرایط کاری نشان دهنده بهبود از نظر فرصت‌های شغلی جایگزین در کشورهای در حال توسعه است. اینکه آیا جهانی شدن روزافزون به ضرر کارگران کشورهای پیشرفته است یا خیر، جای بحث دارد. به عنوان مثال، بسیاری از مخالفان جهانی شدن از این استدلال استفاده می‌کنند که دستمزدهای پایین در بخش‌های کم مهارت در کشورهای صنعتی در نتیجه تقسیم کار بین‌المللی در حال افزایش است.

## ادبیات
- راینهارد بیسپینک، کلاوس شافر: دستمزد پایین و حداقل درآمد. داده‌ها و بحث‌ها در آلمان در: تورستن شولتن، راینهارد بیسپینک، کلاوس شافر (ویراستار): حداقل دستمزد در اروپا. VSA-Verlag, Hamburg 2006, ISBN 3-89965-154-5, pp. 269-297.
- گرهارد بوش، کلودیا وینکوپف: کار برای پول کم. اشتغال با دستمزد پایین در آلمان Campus-Verlag, Frankfurt am Main and others 2007, ISBN 978-3-593-38429-0.
- واژگان تجاری گابلر . ۴ جلد. نسخه شانزدهم، کاملاً اصلاح شده و به روز شده. Gabler, Wiesbaden 2004, ISBN 3-409-12993-6.
- پل آر. کروگمن، موریس ابستفلد: اقتصاد بین‌الملل. تئوری و سیاست تجارت خارجی ویرایش هفتم به روز شده مطالعات پیرسون، مونیخ و همکاران ۲۰۰۶، ISBN 3-8273-7199-6.
- هنینگ لومان: فقر کارگران در کشورهای رفاه اروپایی. دستمزدهای پایین، نقل و انتقالات دولتی و نقش خانواده. انتشارات VS برای علوم اجتماعی، ویسبادن ۲۰۰۷، ISBN 978-3-531-15745-0.
- گرد پل، کلاوس شافر (ویرایشات): دستمزد کم واقعیت ناشناخته: فقر با وجود کار. فهرست تجربی و راه حل‌های سیاسی. VSA-Verlag، هامبورگ ۱۹۹۶، ISBN 3-87975-684-8.
- کلاوس شفر (ed.): دستمزد کم – اشتغال بیشتر؟ سیاست دستمزد پایین VSA-Verlag، هامبورگ ۲۰۰۰، ISBN 3-87975-750-X.
- ولفگانگ استرنگمن-کوهن: فقر علیرغم اشتغال. تجزیه و تحلیل و پیامدهای سیاسی-اجتماعی (= مشارکت فرانکفورت در اقتصاد و علوم اجتماعی. مجموعه ای از انتشارات توسط بنیاد Hans and Traute Matthöfer. جلد 8). Campus-Verlag, Frankfurt am Main و همکاران 2003, ISBN 3-593-37087-5 (همچنین: فرانکفورت آم ماین، دانشگاه، پایان‌نامه، ۲۰۰۲).

## لینک‌های وب
- اعلامیه‌های WSI، ۲۰۰۳، شماره. 7, boeckler.de, Claus Schäfer: دستمزدهای پایین به‌طور مؤثر در آلمان (PDF؛ ۱۲۱) کیلو بایت)
- deutschlandfunk.de، پرونده، ۲. ژوئن ۲۰۱۷، اگنس اشتاین باوئر: مشاغل ارزان چگونه جامعه را تقسیم می‌کنند
- گزارش IAQ، شماره . (PDF؛ ۱۲۱ کیلو بایت)
- Helga Spindler, tacheles-sozialhilfe.de: محدودیت‌های معقول بودن کار با دستمزد کم و ربای دستمزد بایگانی‌شده  در ۱۰ اوت ۲۰۰۳ توسط Wayback Machine (۲۰۰۳)
- zeit.de، ۲۷. ژوئیه ۲۰۱۰: هر پنجم آلمانی با دستمزد کم‌کار می‌کند . . . یک مطالعه نشان می‌دهد: هرگز آلمانی‌های بیشتری در بخش کم دستمزد کار نکرده‌اند. در ده سال گذشته تعداد آنها بیش از دو میلیون افزایش یافته‌است. . . . "
- idw: بخش کم دستمزد: بن‌بست به جای سکوی پرشی. مطالعه توسط بنیاد Bertelsmann. 2. ژوئیه ۲۰۲۰ (دسترسی در ۸. ژوئیه ۲۰۲۰) "بخش کم دستمزد: بن بست برای زنان و افراد مسن، سکوی پرشی برای جوانان"

## موارد
1. ↑  Claus Schäfer: Geringe Löhne – mehr Beschäftigung? Niedriglohnpolitik. VSA-Verlag, Hamburg 2000, S.  77.
2. ↑  Gablers Wirtschaftslexikon. 16. Auflage. Wiesbaden 2004, S.  1920.
3. ↑  Henning Lohmann: Armut von Erwerbstätigen in europäischen Wohlfahrtsstaaten. Niedriglöhne, staatliche Transfers und die Rolle der Familie. 1. Auflage. VS Verlag für Sozialwissenschaften, Wiesbaden 2007, S.  109
4. 1 2  Claus Schäfer: Geringe Löhne – mehr Beschäftigung? Niedriglohnpolitik. VSA-Verlag, Hamburg 2000, S.  30–33
5. ↑  بایگانی‌شده  در [تاریخ ناموجود] توسط iaq.uni-due.de [خطا: نشانی ناشناختهٔ بایگانی]
6. 1 2  بایگانی‌شده  در [تاریخ ناموجود] توسط epsu.org [خطا: نشانی ناشناختهٔ بایگانی] (PDF; 116,4 kB) Grundsatzdokument des Europäischen Gewerkschaftsverbands für den Öffentlichen Dienst (EGÖD), erstellt am 14. Juni 2006.
7. ↑  Paul R. Krugman, Maurice Obstfeld: Internationale Wirtschaft. Theorie und Politik der Außenwirtschaft. 7. Auflage. Pearson Studium Verlag, München 2006, S.  351.
8. ↑  بایگانی‌شده  در [تاریخ ناموجود] توسط newhistory.co.za [خطا: نشانی ناشناختهٔ بایگانی] ursprünglich auf www.newhistory.co.za (englisch)
9. ↑  Aili Rehbein: بایگانی‌شده  در [تاریخ ناموجود] توسط weltpolitik.net [خطا: نشانی ناشناختهٔ بایگانی] weltpolitik.net (DGAP), 16. Juli 2004
10. ↑  Paul Krugman und Maurice Obstfeld: Internationale Wirtschaft. Theorie und Politik der Außenwirtschaft. 7. Auflage, München 2006
11. ↑  Paul Krugman, Maurice Obstfeld: Internationale Wirtschaft. Theorie und Politik der Außenwirtschaft. 7. Auflage, München 2006, S.  105
12. ↑  Paul Krugman, Maurice Obstfeld: Internationale Wirtschaft. Theorie und Politik der Außenwirtschaft. 7. Auflage. München 2006, S.  354
13. ↑  Paul Krugman, Maurice Obstfeld: Internationale Wirtschaft. Theorie und Politik der Außenwirtschaft. 7. Auflage. München 2006, S.  355
14. ↑  Paul Krugman, Maurice Obstfeld: Internationale Wirtschaft. Theorie und Politik der Außenwirtschaft. 7. Auflage. München 2006, S.  352–354